# 清華園
39°58′56″N 116°20′22″E / 39.982264°N 116.339379°E

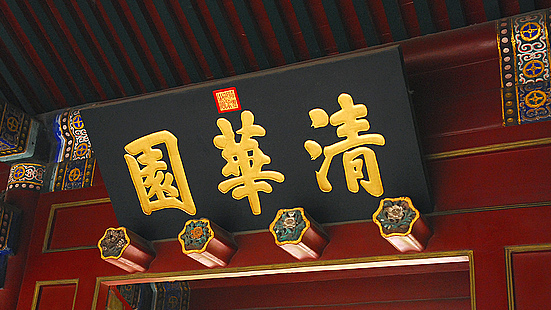
清华园匾额

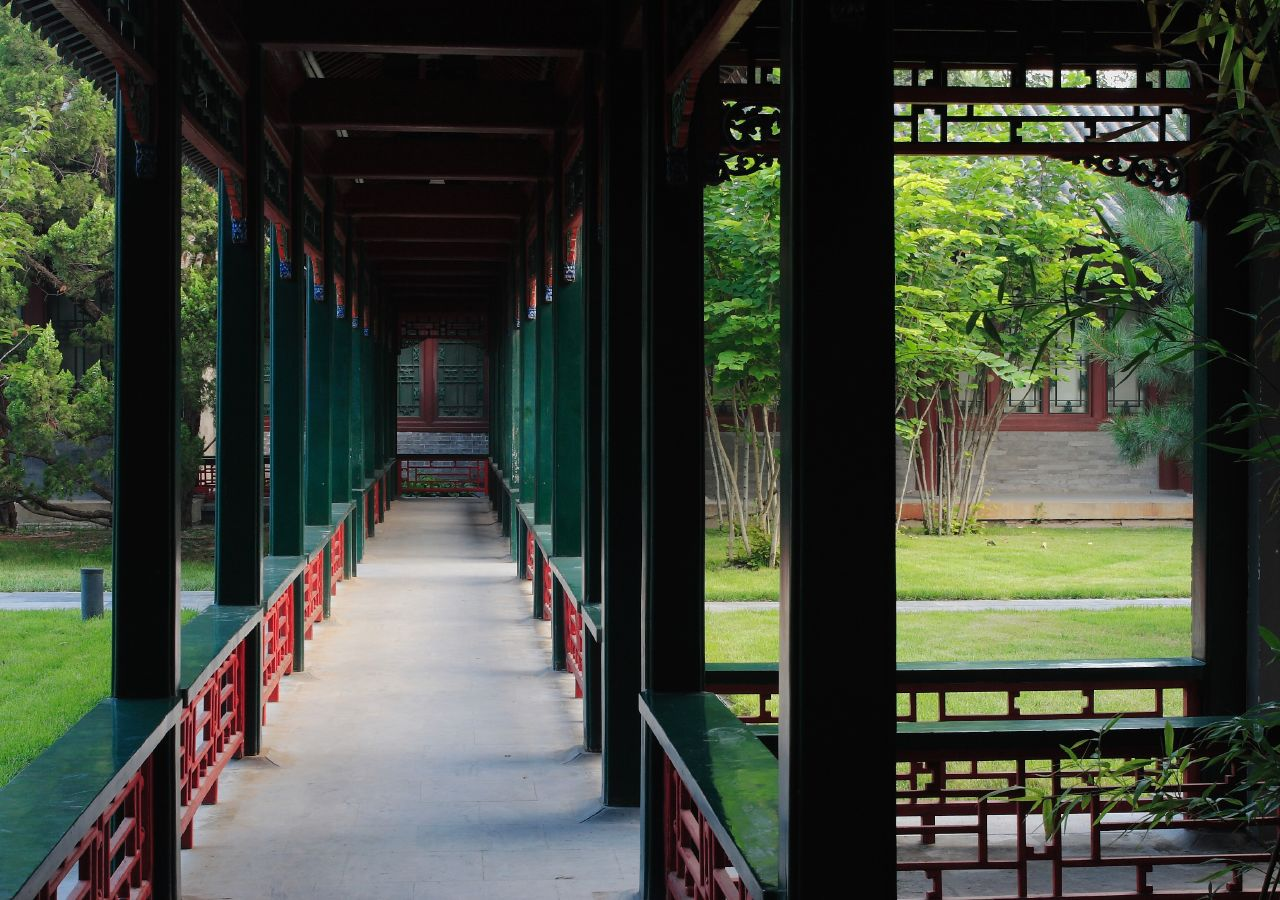
工字厅内的游廊

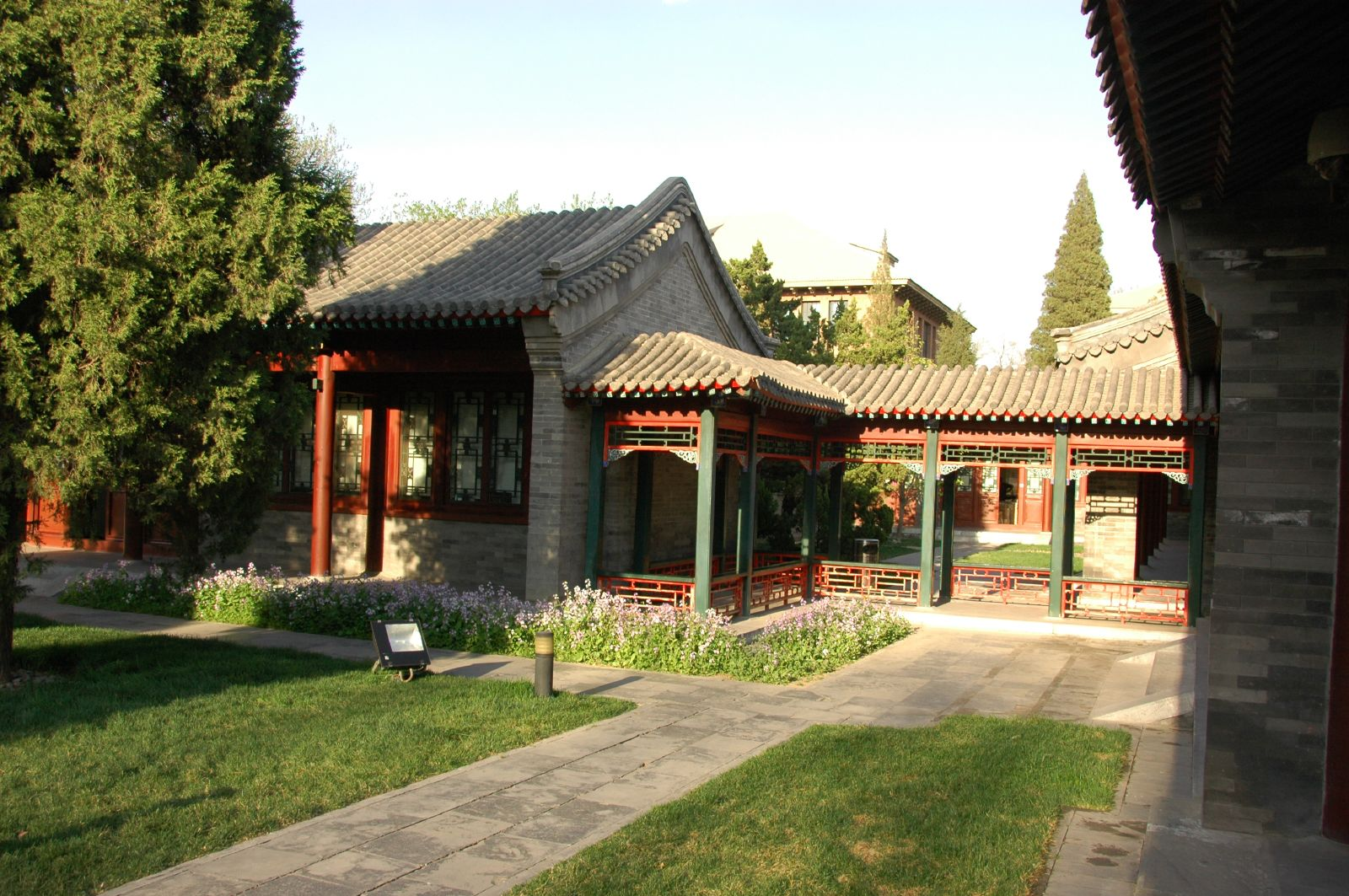
工字厅院内

清华园，清朝皇家园林，始建于康熙年间。最初为熙春园，后分为春泽园与涵德园，春泽园后更名近春园，涵德园后复名熙春园，又于咸丰二年（1852年）更名清华园。
目前“清华园”一词泛指清华大学所在地，包括清末年间清华园、近春园以及其他部分地区。

## 历史
1958年，清华大学东主楼建设时曾挖出汉墓，2008年修缮东区八饭厅时挖出迁葬墓志铭石碑，为“皇明诰赠荣禄大夫前军都督府同知原任诰封怀远将军锦衣卫指挥同知管南镇扶（抚）司少溪田公暨原配淑人赠夫人党氏迁葬墓志铭”，“皇明诰赠”表示为明朝皇帝所赐。明代万历年间，在今圆明园南、北京大学西位置，为明神宗外祖父武清侯李伟建别墅，名为清华园，又名李园，曾有“京国第一名园”称号，旧址于清朝改建畅春园。
清华园前身是熙春园，即康熙帝皇三子胤祉赐园，为圆明园属园，因位于圆明园东，又称“东园”。《康熙朝满文朱批奏折全译》中康熙四十六年三月二十日的奏折称：“窃于今年正月十八，……今臣胤祉我买得水磨闸东南明珠子奎芳家邻接空地一块。看此地方，距四阿哥建房一代近，且地处现开濬新河南岸，系皇父游逛之路，地亦清净，无一坟家。”可得知胤祉在此修建了熙春园。道光二年，帝将其一分为二，西为春泽园（后近春园），东为涵德园（后复名熙春园，即清華园），分别授予皇四弟瑞亲王绵忻、皇三弟惇亲王绵恺。绵恺无子，皇五子奕誴过继于当时已经去世的惇恪亲王绵恺继承熙春园，俗称“小五爷园”。皇四子奕詝继承帝位为咸丰帝，为五弟奕誴亲书匾额，改名为“清华园”。1860年，英法联军焚毁近春园，清华园幸免。奕誴死后，长子载濂继承，因载濂弟端郡王载漪为义和团在园内“设坛举事”，后清华园被收回荒废。
1908年，外务部为游美学务处上奏获得此地建设肄业馆，改名为清华学堂，1909年興建，1911年开学，1913年清华学校将近春园等地并入，发展成为今日清华大学。

## 大事

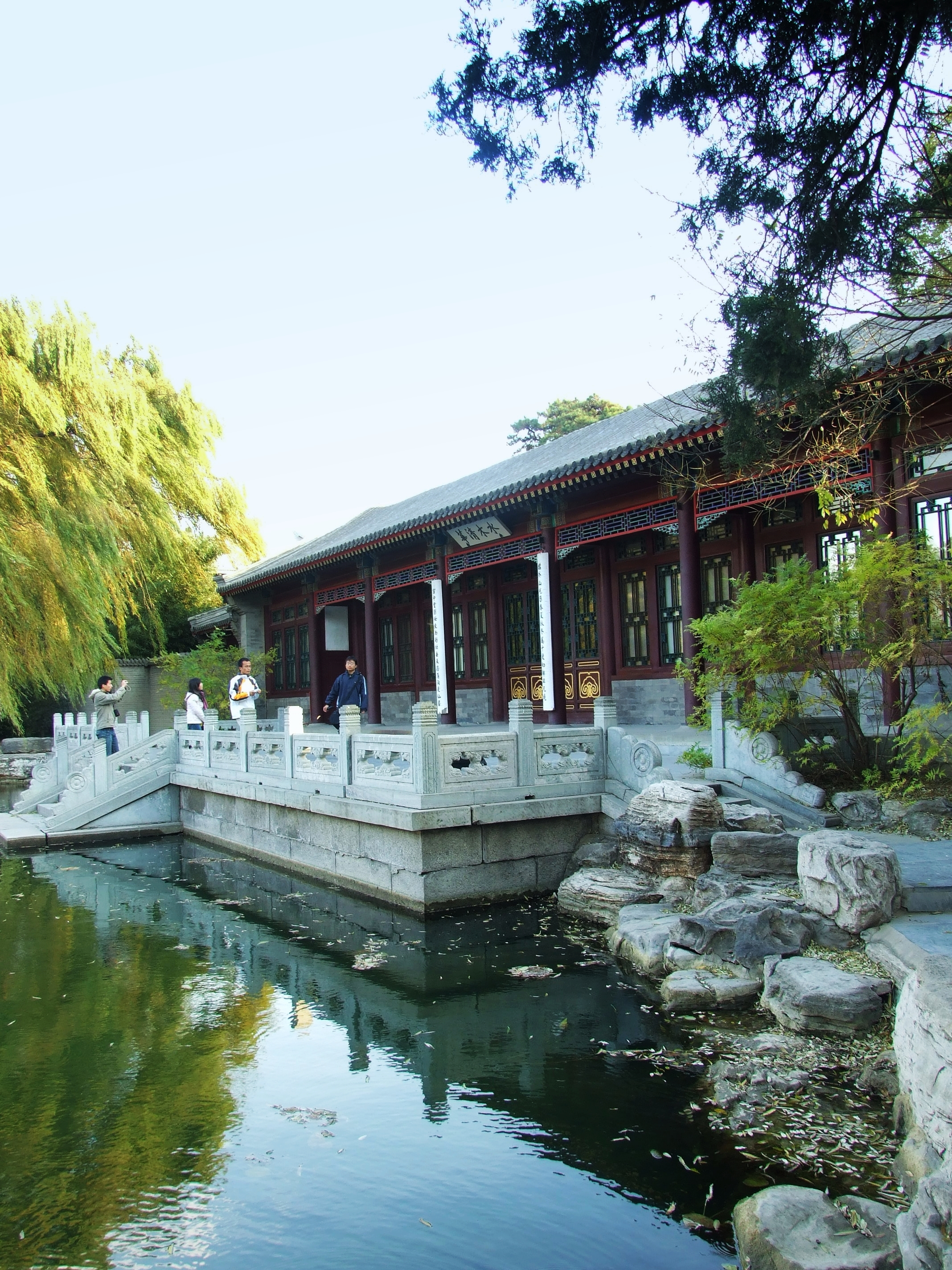
水木清华

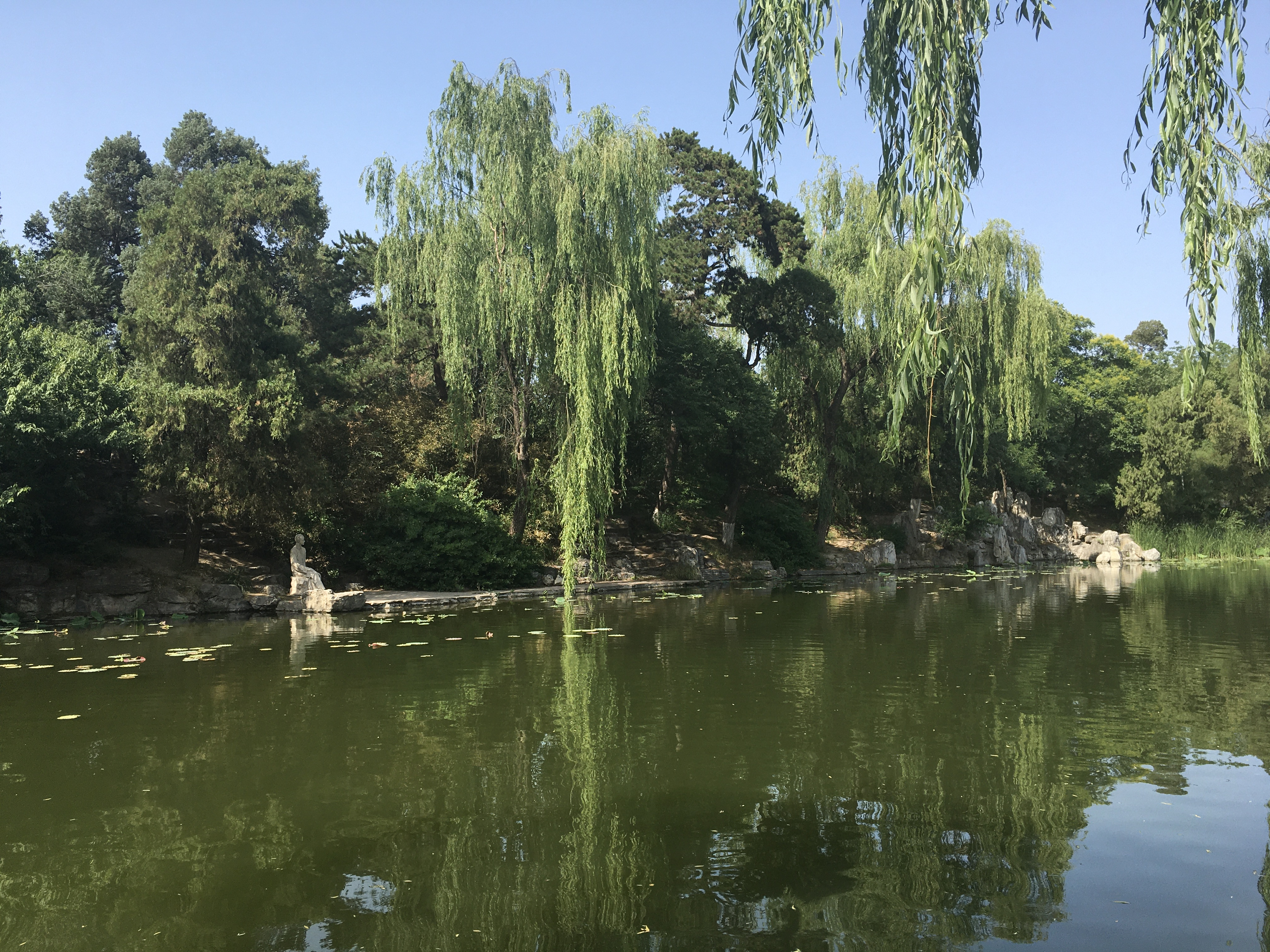
朱自清像

康熙帝共驾临皇三子胤祉花园“熙春园”十次，其中八次在此过寿，包括1713年的康熙六十大寿。康熙帝共为熙春园题匾额五块：“制节谨度”、“竹轩”、“谦受益”、“主善斋”和“熙春”，最后一块题于1713年的“熙春”确定了园名。

## 拥有者
| 年代             | 西元年    | 名字   | 事跡或園子所有者                   | 事跡或園子所有者                   | 事跡或園子所有者                   |
| ---------------- | --------- | ------ | ---------------------------------- | ---------------------------------- | ---------------------------------- |
| 康熙四十六年     | 1707年    | 熙春园 | 初建，康熙皇三子诚亲王胤祉园林     | 初建，康熙皇三子诚亲王胤祉园林     | 初建，康熙皇三子诚亲王胤祉园林     |
| 康熙五十二年     | 1713年    | 熙春园 | 康熙帝在此过60大寿，题“熙春”园匾额 | 康熙帝在此过60大寿，题“熙春”园匾额 | 康熙帝在此过60大寿，题“熙春”园匾额 |
| 雍正八年后       | 1730年后  | 熙春园 | 归属康熙皇十六子庄亲王胤禄         | 归属康熙皇十六子庄亲王胤禄         | 归属康熙皇十六子庄亲王胤禄         |
| 乾隆三十二年     | 1767年    | 熙春园 | 乾隆帝弘历御园                     | 乾隆帝弘历御园                     | 乾隆帝弘历御园                     |
| 嘉庆元年         | 1796年    | 熙春园 | 嘉庆帝颙琰御园                     | 嘉庆帝颙琰御园                     | 嘉庆帝颙琰御园                     |
| 道光元年         | 1821年    | 熙春园 | 道光帝旻宁御园                     | 道光帝旻宁御园                     | 道光帝旻宁御园                     |
| 年代             | 西元年    | 名字   | 事跡或園子所有者                   | 名字                               | 事跡或園子所有者                   |
| 道光二年         | 1822年    | 涵德园 | 道光三弟惇亲王绵恺                 | 春泽园                             | 道光四弟瑞亲王绵忻                 |
| 道光八年         | 1828年    | 涵德园 |                                    | 春泽园                             | 绵忻卒，收归内务府                 |
| 道光十六年       | 1836年    | 涵德园 |                                    | 春泽园                             | 绵忻子奕誌及福晋                   |
| 道光二十六年     | 1846年    | 涵德园 | 绵恺嗣子、皇五子奕誴               | 春泽园                             |                                    |
| 道光三十年       | 1850年    | 涵德园 |                                    | 春泽园                             | 绵忻福晋、奕誌福晋                 |
| 咸丰二年         | 1852年    | 清华园 | 咸丰帝题匾额“清华园”               | 近春园                             |                                    |
| 咸丰十年         | 1860年    | 清华园 |                                    | 近春园                             | 奕誌嗣子、奕誴次子载漪             |
| 同治十二年前     |           | 清华园 |                                    | 近春园                             | 收归内务府                         |
| 同治十二年十一月 | 1874年1月 | 清华园 |                                    | 近春园                             | 同治帝谕令拆毁                     |
| 光绪十五年       | 1889年    | 清华园 | 奕誴长子载濂                       | 近春园                             |                                    |
| 光绪二十六年     | 1900年    | 清华园 | 载濂革爵，收归内务府               | 近春园                             |                                    |
| 宣统元年         | 1909年    | 清华园 | 划归游美学务处                     | 近春园                             |                                    |
| 民国二年         | 1913年    | 清华园 | 近春园、长春园等并入清华学校       | 近春园、长春园等并入清华学校       | 近春园、长春园等并入清华学校       |

## 主要建筑

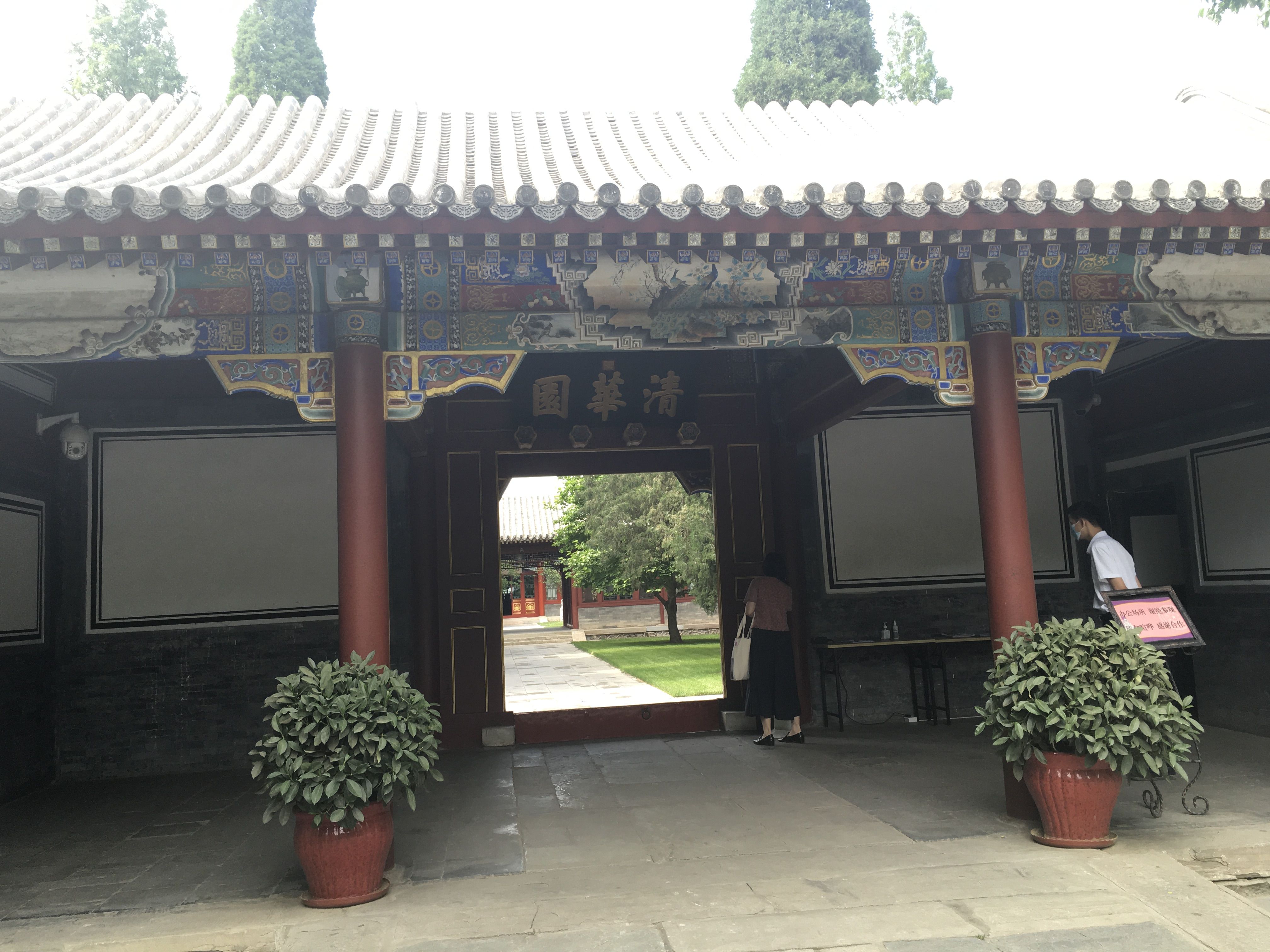
工字厅正门，咸丰皇帝御笔“清华园”

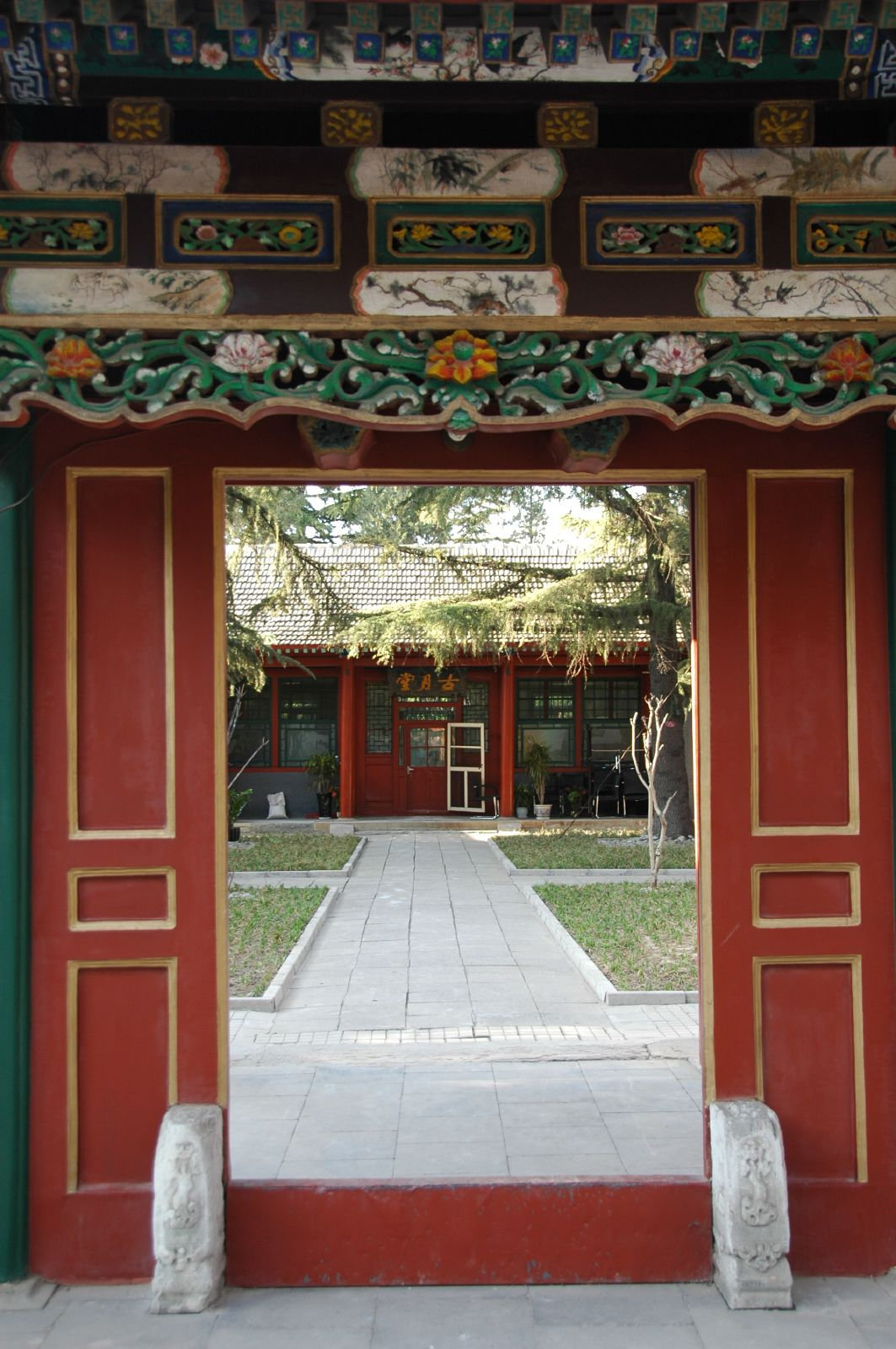
古月堂

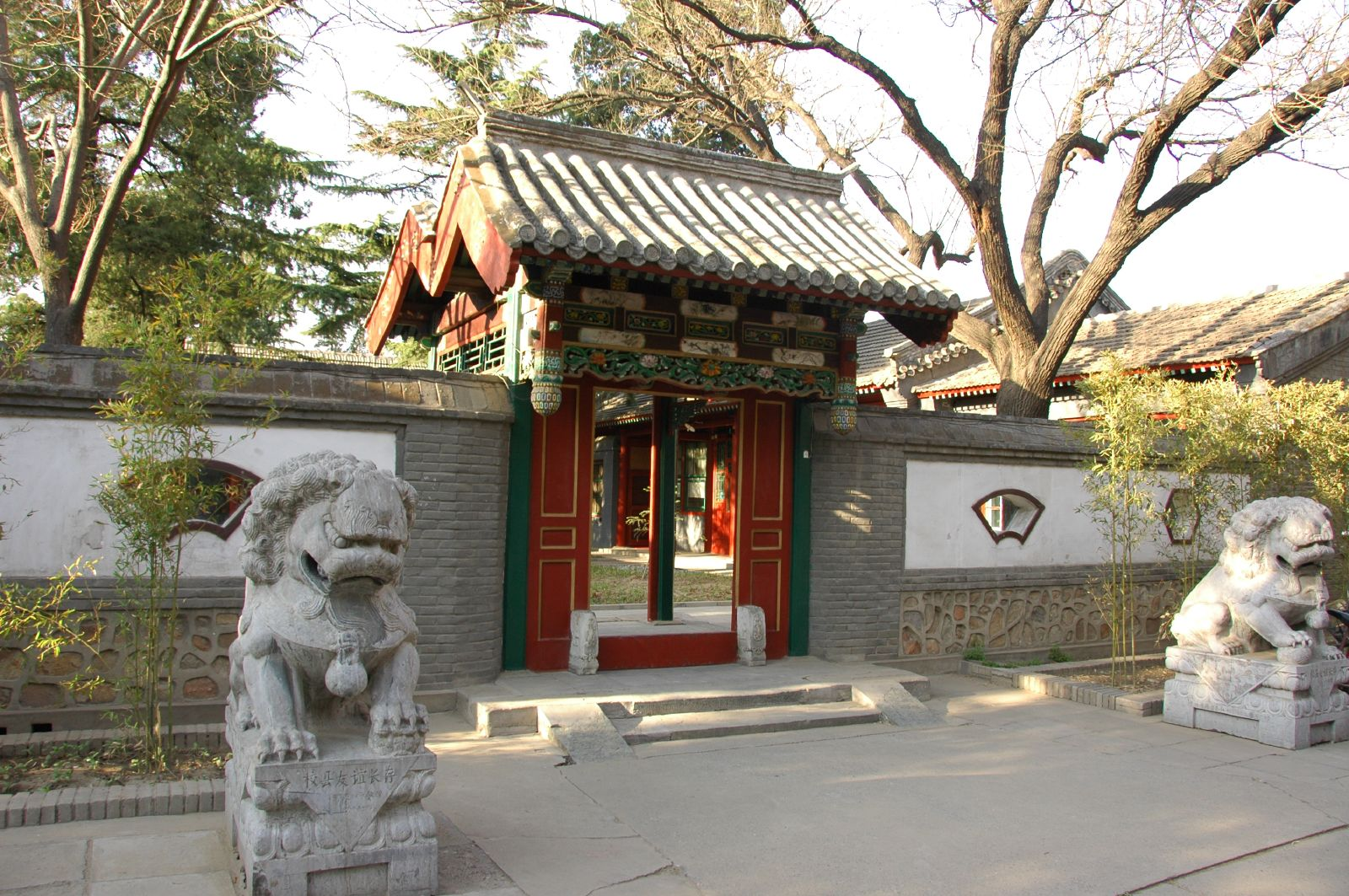
古月堂的垂花门

### 熙春园主要建筑

#### 前所
尊行斋，涵春书屋，环碧堂，藻德居，花韵选

#### 中所
主善斋，松鹤山房

#### 后所
嘉董斋，临漪榭

### 清华园主要建筑

#### 工字厅
工字厅，原名工字殿， 始建于1762年，清华大学最负盛名的古建名胜，与古月堂一巷相隔。位于清华大学第二教学楼西侧。厅內共有100多間房間，建筑面积2638平方公尺，砖木结构。
工字厅庭院门前有一座小石桥，门口左右各有两只巨大的石狮子，门额一匾上书“清华园”三个大字是咸丰皇帝御笔亲题。这道门早先是作为皇家园林清华园的二宫门，进入二宫门，便是工字厅，早年称作“工字殿”，因为前后两个大殿中间以短廊相接，俯视如同一个“工”字。庭院内部采用中国北方典型的古典园林型庭院的设计：曲廊回合，雕栏玉砌的小走廊，红绿色相间，廊壁雕琢着各种图案，花木山石，甬路两侧修葺小树丛。 
工字厅目前用作清华大学校長办公室等重要辦公機構的所在地。工字厅於2004年获得聯合國教科文組織亞太區文物古蹟保護獎。2001年，工字厅被国务院正式公布为第五批全国重点文物保护单位。2016年被列入為“首批中国20世纪建筑遗产”。

#### 怡春院
怡春院，建于清康熙年间（1762年），1769年完工，位于工字厅西北，与工字厅以垂花门相通（今不存），建築面積413.6平方公尺，院内有月亮门、藤萝架、小型鱼池、假山等，一室名为“藤影荷声之馆”。
怡春院原本做為安置伶工之處，清华建校后用于唐孟倫庶务长办公室，现用作校机关办公场所。

#### 藤影荷声之馆
藤影荷声之馆建于清康熙年间，位于工字厅後聽西部。與工字聽以「三步廊」相接，是一個小客廳，稱為「西客廳」或「西花廳」。
藤影荷声之馆初建時為書房，是工字厅大院內最優美的地方，

#### 古月堂
古月堂，建于清道光二年（1882年）前后，与工字厅一巷相隔。古月堂最有特色的部分是垂花门，至今完好无损。建筑面积697平方米，砖木结构。
古月堂最初用作清华园园主惇亲王绵恺的书房，清华大学建校后转用作教师宿舍，梁啟超、朱自清都曾經住過。1928年清华开始招收女生后，古月堂改为清华第一座女生宿舍，因此而闻名。女生专用宿舍静斋于1932年落成后，全校女生和部分女教师迁入静斋。
古月堂目前用作清华大学管理机构办公场所。2001年，古月堂被国务院正式公布为第五批全国重点文物保护单位。2016年被列入為“首批中国20世纪建筑遗产”。